# Asociación de Normalización y Certificación
La Asociación de Normalización y Certificación A.C. (ANCE) è un'associazione messicana di standardizzazione.

## Storia
L'ANCE nasce in Messico nel dicembre del 1992, sotto il nome di Asociación Nacional de Normalización y Certificación del Sector Eléctrico, A.C., come istituzione privata concepita per accorpare tutti i servizi, in materia della normalizzazione e della corretta valutazione delle conformità.
Con l'incredibile partecipazione di 32 imprese del settore elettrico, i membri della CANAME (Cámara Nacional de Manufacturas Eléctricas; in italiano: Camera Nazionale dei Prodotti Elettrici), la ANCE ottiene l'appoggio per iniziare le sue operazioni.
Nel dicembre del 1993 l'associazione viene vista come il primo organismo accreditato, in tutto il Messico, per le attività di certificazione dei prodotti. Nel 1994 inizia l'attività come Organismo Nazionale della Normalizzazione delle Prove dei Laboratori.
Nel 1997 ottiene l'accreditamento come Unità di Verifica sui requisiti di sicurezza e informazione commerciale dei prodotti nel territorio nazionale, mentre nel 1998 ottiene l'accreditamento come Organismo di Certificazione dei Sistemi di Qualità.
Nel 1998 nella regione del nord aprono una succursale ed inaugurano delle officine nelle zone occidentali, nord-occidentali, a Nuevo Laredo, Tamaulipas e Sureste.
Nell'aprile del 2001 cambiano nome in Asociación de Normalización y Certificación A.C. per ottenere una visione integrale dei loro servizi ampliando, così, i loro settori.

## Caratteristiche
La ANCE partecipa all'assemblea generale dell'IECEE (Sistema de Conformidad de Pruebas y Certificados de Equipo Eléctrico; in italiano: Sistema di conformità alla qualità degli equipaggiamenti elettrici) dal quale deriva un accordo multilaterale di riconoscimento degli Organismi di Certificazione, CB-Scheme e qualche parte della Commissione Elettrotecnica Internazionale (IEC).
Inoltre, come laboratorio di qualità, esistono degli accordi bilaterali di riconoscimento con organismi d'omologazione di altri paesi come: la Underwriters' Laboratories of Canada (ULC), CSA, UL, Kema, Nemko e Icontec.